# Punčka
Punčka je Kozakova tretja drama iz cikla meščanske trilogije. Prikazuje življenja ljubljanskih advokatov in politikov leta 1936. To so predstavniki slovenske buržoazije, ki se je razvila po prvi svetovni vojni.
Vrednota, ki so ji posvetili svoja življenja, je samo ena: denar. To jim je cilj, merilo njihovih dejanj. V tem svetu se iz otroka razvija v žensko Punčka, hči bogatega trgovca Svetine. Čisto in spontano dekle ne more dozoreti v nečistem vzdušju svoje družine in svojega sloja. Vrsta surovih udarcev jo požene v samomor. 
Ferdo Kozak je napisal samo prvo in drugo sliko te igre, tretje, četrte in pete pa ni izdelal v dokončni obliki. To sta po avtorjevi smrti, na osnovi rokopisa, storila Josip Vidmar in Primož Kozak. Drama je v knjižni obliki izšla leta 1961 pri Državni založbi Slovenije.

## Osebe
- Ivan Svetina, 52 let
- Ida, njegova druga žena, 38 let
- Elči-Punčka, njuna hči, 18 let
- Dr. Jakob Sitar, 40 let
- Dr. Bruno Kirn, 35 let
- Filip Krže, cand. phil., 25 let
- Višji natakar

## Vsebina

### 1. slika
Kirn, ki je zaradi posla s podjetnikom Svetino prišel v domači kraj, je moderen kapitalist, drzen in dinamičen, verjame samo v interese. Tudi Sitar nenehno grabi denar, a se nenehoma skriva za dostojnostjo in moralizira. Kot pravni zastopnik Svetinovih prijatelju pove marsikaj, zlasti o ženi Idi, ki je skrajno pohlepna in brezobzirna. Kirn pričakuje obisk Punčke, saj ga je dekle močno prevzelo. Pred tem pa ga zmoti Krže s prošnjo za pomoč. Kirnu je ambiciozni mladenič všeč, zato mu obljubi, da bo skušal kaj storiti zanj, a ga hitro odpravi in nestrpno pričaka dekle. Ta je pristala na obisk, čeprav Kirna ne mara, ker jo je mikalo tveganje, hotela je preizkusiti samo sebe.

### 2. slika
Buren pogovor med Sitarjem in Ido. Ta ljubimcu zameri, da bi se rad odlepil od nje, pa to strahopetno skriva za velikimi besedami. Sumi tudi, da mu je Punčka zavrtela glavo. Ko pride Svetina in pove, da se je seznanil s Kirnom in pri njem našel hčer, se Sitar strašno pohujšuje, tudi Krže, Punčkin inštruktor, mu ni po volji. Punčka in Krže se na skrivaj ljubita, ona pa mu hoče razložiti, zakaj je šla h Kirnu. Izzivala je, preizkusila svojo svobodo in odkrila, da je zavarovana, ker ljubi. Punčka se odloči, da se ne bosta več skrivala in lagala, staršem pove, da se imata s fantom rada. Izbruhne konflikt in Kržeta poženejo  iz hiše.

### 3. slika
Ida je nezadovoljna, zdi se ji, da mož preveč zavlačuje posel s Kirnom. Ta jih odpelje na večerjo, medtem ko se Svetinova napravljata pa pride Punčka in Kirna prosi, naj jo odslej pusti pri miru. To pa ni po Kirnovi meri, saj zna čakati in zmeraj doseže, po čemer stegne roko, tudi z njo bo tako. Ko odidejo, da Punčka znamenje Kržetu, ta pa ni zadovoljen, da se mora skrivaj plaziti v hišo, zato ji očita, da je sanjarka in otrok, ki se gre romantiko. Ko izve, da jo snubi Kirn, se zboji za svojo osvojitev in pritisne na dekle, da se mu vda. 

### 4. slika
Krže čaka na pogovor z dekletovimi starši, a ti ga nočejo sprejeti. Pojavi se Kirn in mu ponudi sredstva za dveletni študij v tujini, saj se bo tako najlažje znebil tekmeca. Krže se temu ne more upreti, sprejme ponujeno in odide. Ida in Sitar se spreta, zato mu ljubica pove, da je Punčka njegova hči. Punčka ob tem razkritju zbeži iz hiše.

### 5. slika
Punčka se je zrušila na cesti, zanjo je poskrbel Kirn, obvestil starše in poklical Kržeta. Dekle se ljubega oklene z vso silo, izgubila je sebe, doma nima več, le še njega ima in njuno bodočnost. Ko izve, da jo Krže zapušča za dve leti, se ji podre svet, in ko pridejo starši, ki se ji gnusijo, pobegne v sosednjo sobo in skoči skozi okno. 
Drama je bila uprizorjena samo enkrat, in sicer leta 1959 v Drami SNG Ljubljana. 